# 紀元前423年
紀元前423年（きげんぜん423ねん）は、ローマ暦の年である。
当時は、「アトラティヌスとアンブストゥスが共和政ローマ執政官に就任した年」として知られていた（もしくは、それほど使われてはいないが、ローマ建国紀元331年）。紀年法として西暦（キリスト紀元）がヨーロッパで広く普及した中世時代初期以降、この年は紀元前423年と表記されるのが一般的となった。

## 他の紀年法
- 干支 : 戊午
- 日本
  - 皇紀238年
  - 孝昭天皇53年
- 中国
  - 周 - 威烈王3年
  - 秦 - 霊公2年
  - 晋 - 幽公11年
  - 楚 - 簡王9年
  - 斉 - 宣公33年
  - 燕 - 閔公16年
  - 趙 - 献侯元年
  - 魏 - 文侯23年
  - 韓 - 武子2年
- 朝鮮
  - 檀紀1911年
- ベトナム :
- 仏滅紀元 : 122年
- ユダヤ暦 : 3338年 - 3339年

## できごと

### ペルシア帝国
- アケメネス朝ペルシア帝国のアルタクセルクセス1世とバビロニア出身の側室（コスマルテュデネ）との間の息子で、ヒュルカニア (Hyrcania) のサトラップ（太守）を務めていたオコス (Ochus) が、異母兄ソグディアノスから王位を奪取し、ソグディアノスを処刑した。オコスはダレイオス2世として即位した。

### ギリシア
- アテナイの将軍ラケスは、スパルタの最も有力な将軍ブラシダスの動向を探るため、アテナイの民会でスパルタとの休戦を提案して可決された。しかし、この「ラケスの平和」は、ブラシダスにはほとんど影響を与えず、1年も経たないうちに崩壊した。
- ブラシダスは、提案された1年間の休戦を無視し、スキオネ (Scione) とカルキディケーのメンデ (Mende) を攻撃し、アテナイまで侵攻して捕虜となっていたスパルタ兵士を解放しようとした。これに対して、アテナイはニキアス (Nicias) 率いる増援部隊を派遣し、メンデを奪回した。

### 演劇
- アリストパネスの喜劇『雲』、ソポクレスの悲劇『トラキスの女たち』、クラティノス (Cratinus) の喜劇『酒瓶』が上演された。

## 死去
- ソグディアノス - ペルシア帝国の王（暗殺）